# Præstø Sogn
Præstø Sogn 
ist eine Kirchspielsgemeinde (dän.: Sogn) in der Stadt Præstø
im Süden der Insel Sjælland im südlichen Dänemark.
Bis 1970 gehörte sie zur Harde Bårse Herred im damaligen Præstø Amt, danach zur Præstø Kommune im Storstrøms Amt, die im Zuge der  Kommunalreform zum 1. Januar 2007 in der Vordingborg Kommune in der Region Sjælland aufgegangen ist.
Von den 3893 Einwohnern des ehemaligen Kommunenzentrums Præstø leben 1887 im gleichnamigen Kirchspiel (Stand: 1. Januar 2023).
Im Kirchspiel liegt die Kirche „Præstø Kirke“.
Nachbargemeinden sind im Süden Skibinge Sogn und im Westen Beldringe Sogn, ferner in der nördlich benachbarten Næstved Kommune Snesere Sogn.